# Hermann Harms
Hermann August Theodor Harms (16 de juliol de 1870, Berlín - 27 de novembre de 1942, ibídem) va ser un taxònom i botànic alemany.
Va ser Professor de Botànica en l'Acadèmia de Ciències naturals de Prússia (Preußische Akademie der Wissenschaften) i botànic en el Museu Botànic de Berlín.
El 1938 revisa el gènere Nepenthes creant tres subgèneres: Anurosperma, Eunepenthes i Mesonepenthes.

## Algunes publicacions
- hermann Harms. 1897. Die Nomenclaturbewegung der letzten Jahre. Ed. W. Engelmann, 	32 pp.
- -------------------. 1928. Bromeliaceae novae. 11 pàg.
- -------------------. 1928. Meliaceae III.. 8 pàg.
- -------------------. 1933. Cucurbitaceae americanae novae. 8 pàg.
- -------------------. 1942. Araliaceae andinae. 14 pàg.
- -------------------. 2001. Die mittelalterlichen Glasfenster der Kirche zu Breitenfelde. Ed. T. Helms, 47 pàg. ISBN 3931185338, ISBN 9783931185336
- k.w. Dalla Torre, hermann Harms. Genera siphonogamarum ad systema Englerianum conscripta. Leipzig: G. Engelmann, 1900-1907, 921 pp.
- c.a. Cogniaux, hermann Harms. Cucurbitaceae-Cucurbiteae-Cucumerinae. Leipzig: Engelmann, 1924 (Nachdruck Weinheim 1966)

## Honors

### Eponímia
Gènere

- (Malvaceae) Harmsia Schum.[2]

Espècies

- (Aloaceae) Aloe harmsii A.Berger[3]
- (Aquifoliaceae) Ilex harmsiana Loes.[4]
- (Araliaceae) Parapentapanax harmsii (R.Vig.) Hutch.[5]
- (Bromeliaceae) Puya harmsii (A.Cast.) A.Cast.]][6]
- (Caesalpiniaceae) Chamaecrista harmsiana H.S.Irwin & Barneby[7]
- (Caprifoliàcies) Valeriana harmsii Graebn.[8]
- (Cyperaceae) Carex harmsiana Kük. ex H.Lév.[9]
- (Fabaceae) Abarema harmsii (von Malm) Kosterm. & Kosterm.[10]
- (Lycopodiaceae) Huperzia harmsii (Herter ex Nessel) Holub[11]
- (Podocarpaceae) Prumnopitys harmsiana (Pilg.) de Laub.[12]
- (Zingiberaceae) Amomum harmsii K.Schum.[13]

- L'abreviatura Harms s'empra per indicar a Hermann Harms com a autoritat en la descripció i classificació científica.[14]